# Йонавський район
Йонавський район (лит. Jonavos rajono savivaldybė) — муніципалітет районного рівня у центрі Литви, що знаходиться у Каунаському повіті. Адміністративний центр — місто Йонава.

## Адміністративний поділ та населені пункти

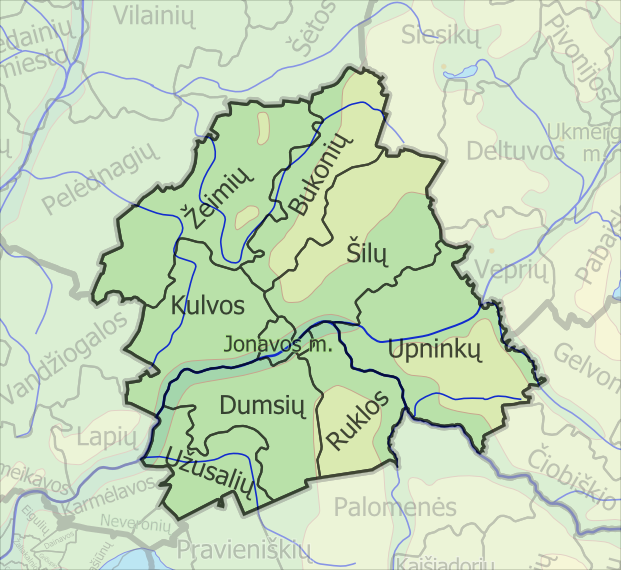
Староства Йонавського району

Район включає 9 староств:
- Буконіське (лит. Bukonių seniūnija) — Буконіс
- Думсюйське (лит. Dumsių seniūnija) — Швейцарія
- Йонавське міське (лит. Jonavos miesto seniūnija) — Йонава
- Кулваське (лит. Kulvos seniūnija) — Кулва
- Руклаське (лит. Ruklos seniūnija) — Рукла
- Шіляйське (лит. Šilų seniūnija) — Шіляй
- Упнинкайське (лит. Upninkų seniūnija) — Упнинкай
- Ужусаляйське (лит. Užusalių seniūnija) — Ужусаляй
- Жеймяйське (лит. Žeimių seniūnija) — Жеймяй

Район включає 1 місто — Йонава; 3 містечка — Панотеряй, Рукла та Жеймяй; 277 сіл.
Чисельність населення найбільших поселень (2001):
- Йонава — 34 954
- Рукла — 2 376
- Упнинкай — 1 019
- Жеймяй — 962
- Швейцарія — 848
- Ужусаляй — 844
- Буконіс — 657